# Nossen
Nossen là một thị xã ở huyện of Meißen, bang tự do Sachsen, Đức. Đô thị Nossen có diện tích 50,5 km², dân số thời điểm ngày 31 tháng 12 năm 2006 là 7527 người. Đô thị này thuộc vùng Dresden, có cự ly 80 km về phía đông nam của Leipzig. Thị xã có toà lâu đài thời Phục hưng.